# Hospital Provincial Clínico Quirúrgico Universitario Arnaldo Milián Castro
El Hospital Provincial Clínico Quirúrgico Universitario Arnaldo Milián Castro es un hospital situado en la ciudad de Santa Clara, Villa Clara, Cuba fundado en el año 1990 y bajo la dirección del Dr. Luis Monteagudo Lima. El centro dispone de la sala de terapia intensiva, radiología y el laboratorio clínico a los cuales se les han sumado diez servicios de asistencia para los ciudadanos del territorio central así como otros 36 dirigidos a la provincia villaclareña. En él se ofrecen los tres servicios básicos: cuerpo de guardia, hospitalizados y consulta externa y está dotado de un total de 623 camas y 17 salones quirúrgicos así como tecnología en Imagenología y otros medios de diagnósticos. El centro hospitalario cuenta con docentes de pregrado y postgrado cuya especialidad radica en las áreas clínicas y quirúrgicas.
El Hospital Provincial Universitario Arnaldo Milián Castro recibe este nombre por el líder revolucionario Arnaldo Milián Castro nacido el 13 de febrero de 1913 en el municipio de Jagüey Grande en la ciudad de Matanzas, Cuba. Arnaldo Milián Castro fue dirigente del Partido Socialista Popular en la provincia de Villa Clara en el año 1975 y militó organizaciones como el Primer Partido Comunista de Cuba.

## Servicios Médicos[7]
- Servicio de Rehabilitación

- Medicina Natural Tradicional
- Servicio de Ortopedia y Traumatología
- Servicio de Imagenología
- Servicio de Hematología
- Servicio de Neurocirugía
- Centro de Somatoprótesis
- Laboratorio Clínico
- Servicio de Oftalmología
- Nefrología
- Cardiología
- Anatomía Patológica
- Terapia Intensiva
- Sala de Atención Médica Internacional

## Revista Acta Médica del Centro
En el año 2007 el centro hospitalario publicó por primera vez su revista Acta Médica del Centro con una frecuencia de publicación trimestral. Su objetivo principal es la difusión de la producción científica orientada a las Ciencias Médicas y lo hace mediante la publicación de Editoriales, Informes de Casos, así como artículos sobre Cultura y Medicina y Sesiones Clínico Patológicas. Esta revista se encuentra en la categoría de Hospital de referencia de la Escuela Latinoamericana de Medicina, así como en la categoría Hospital para la excelencia. 